# У печері гірського короля

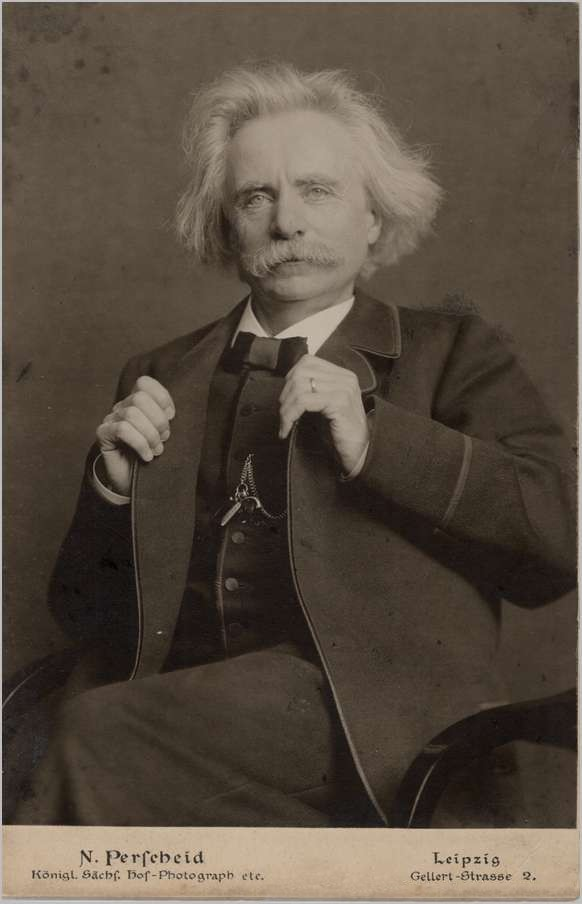
Едвард Гріг

«У печері гірського короля» (норв. I Dovregubbens Hall) — композиція з сюїти норвезького композитора Едварда Гріга на п'єсу Генріка Ібсена «Пер Ґінт». Прем'єра відбулася 24 лютого 1876 року в Осло. Композиція є найбільш відомим і впізнаваним твором Гріга й однією з найпопулярніших класичних мелодій.
У п'єсі ця композиція звучить під час входження гірського короля і його тролів до тронної печери. Завдяки цьому, а також своєму звучанню, «У печері гірського короля» стала асоціюватися з тролями, містикою і таємничою атмосферою взагалі.
«У печері гірського короля» починається з основної теми, написаної для віолончелі, фагота та контрабаса. Мелодія звучить в нижньому регістрі, потім підвищується на квінту (до фа-дієз мажор, яка є домінантою) і знову повертається в колишню тональність. Тема починається повільно, з кожним повторенням все більше прискорюється, і в кінці зривається в бурхливий престіссімо.

## Лібрето
За сюжетом Пер Гюнт спокусив доньку короля тролів. Під час звучання композиції свита короля вимагає розправи за злочин:
|  | Смерть йому! Улюблену дочку Доврського діда захопив він! Смерть йому! Смерть йому! Оригінальний текст (норв.) Slagt ham! Kristenmands søn har dåret Dovregubbens veneste mø! Slagt ham! |

## Використання
«У печері гірського короля» стала, разом з «O Fortuna» Карла Орфа та «Політ джмеля» Римського-Корсакова, однією з найбільш впізнаваних класичних тем. Вона пережила десятки обробок естрадними виконавцями. Кендіс Найт навіть написала текст для цієї композиції (англійською мовою), і вона виконувалася як пісня групою «Rainbow». Текст цієї пісні є вільним переказом фрагмента п'єси від імені Гірського короля.

### Обробки
Свої кавер-версії «Гірського короля» записували такі групи і виконавці:
| Виконавець                    | Альбом                             | Рік                     | Коментарі |
| ----------------------------- | ---------------------------------- | ----------------------- | --- |
| The Who                       | The Who Sell Out                   | запис 1967 видання 1995 | Бонус-трек. У класичній обробці                                                                                            |
| SRC                           | Milestones                         | 1969                    | |
| Electric Light Orchestra      | On the Third Day                   | 1973                    | В класичній обробці |
| Рік Вейкман                   | Journey to the Centre of the Earth | 1974                    | У виконанні симфонічного оркестру з електронною партією                                                                    |
| Panta Rhei                    | Epilógus                           | запис 1976 видання 1997 | |
| Rainbow                       | Stranger In Us All                 | 1994                    | У вигляді пісні з текстом, написаним Кендіс Найт. В хард-рок обробці Річі Блекмора.                                        |
| Human Resource                | In The Hall Of The Mountain King   | 1996                    | В олдскул хардкор обробці.                                                                                                 |
| Pig                           | Find It Fuck It Forget It          | 1999                    | Як частина власної композиції групи.                                                                                       |
| Apocalyptica                  | Cult                               | 2000                    | На віолончелях, у «важкій» обробці                                                                                         |
| НОМ                           | Пісні забутих композиторів         | 2001                    | У вигляді пісні з текстом у виконанні Олександра Лівера.                                                                   |
| Квітневий марш                | Музика для дітей та інвалідів      | 1987                    | Як частина пісні «Ніжність — це я»                                                                                         |
| Butterfly Temple              | Сни північного моря                | 2002                    | Як частина власної композиції групи (Vikingtid) з текстом. В хеві-метал-обробці (виконується на гітарі та на синтезаторі). |
| The Brian Setzer Orchestra    | One More Night With You            | 2007                    | В джазовій обробці |
| Epica                         | The Classical Conspiracy           | 2009                    | У класичній обробці |
| Артем Стиров                  | Шаман                              | 2009                    | Як частина власної композиції групи (Шабаш) з текстом. В хеві-метал-обробці (виконується на гітарі та на синтезаторі).     |
| Циклон-Б                      |                                    |                         | Як частина пісні «Діти гір»                                                                                                |
| Trans-Siberian Orchestra      | Night Castle                       | 2009                    | У «важкій» обробці |
| Savatage                      | Hall of the Mountain King          | 1987                    | Під назвою Prelude to Madness в хеві-метал-обробці.                                                                        |
| Trent Reznor and Atticus Ross | The Social Network                 | 2010                    | Саундтрек до фільму Девіда Фінчера «Соціальна мережа»                                                                      |
| Wolf Hoffmann                 | Classical                          | 1997                    | В стилі хард-рок з елементами джазу                                                                                        |
| Dyamorph                      | Cyberpunk                          | 2013                    | Drum & Bass |
| Event Reborn                  | EP                                 | 2014                    | Як частина власної композиції"Stillbirth". Deathcore                                                                       |
| Drop the Fox                  | EP                                 | 2015                    | В електронній обробці — Complextro, Trap, Drum & Bass                                                                      |
| Twentieth Century Zoo         | Twentieth Century Zoo              | 1968                    | В стилі блюз-рок |
| Schwarzer Engel               | Imperium II — Titania              | 2016                    | У «важкій» обробці в стилі симфо-метал                                                                                     |
| Рок-Синдром                   | NEIN                               | 2018                    | В стилі хард-рок інструментальна музика                                                                                    |

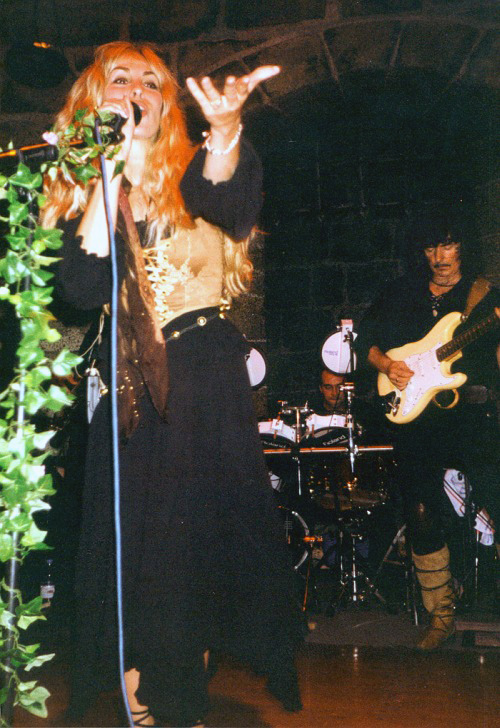
Кендіс Найт і Річі Блекмор обробили «У печері гірського короля» як пісню

Крім того, твір цитувався повністю або частково в інших композиціях таких виконавців як Рік Вейкман, Slayer, Necromantia, Taake, Apollo 100 , Blind Guardian в пісні Thorn, АукцЫон в пісні «Радіодіверсія» та інших.

### В саундтреках
Композиція, її фрагменти й обробки часто використовуються в саундтреках до фільмів, телепередач, комп'ютерних ігор, рекламних роликів задля створення загадкової, зловісної або іронічної атмосфери.
| фільм                                | Рік  | Коментарі |
| ------------------------------------ | ---- | --- |
| M                                    | 1931 | Маніяк насвистує мелодію, за цією звичкою його і пізнають |
| Ідіот                                | 1951 | Мелодія звучить у зміненому варіанті |
| Інспектор Гаджет                     | 1983 | Мелодія звучить у зміненому варіанті |
| Демони                               | 1985 | В обробці Клаудіо Сімонетті |
| Іствікські відьми                    | 1987 | лейтмотив фільму |
| Сімпсони                             | 1990 | Сезон 1 Епізод 9 — Life on the Fast Lane — 03:00 Насвистує Гомер Сезон 16 Епізод 11 — On a Clear Day I Can not See My Sister — 2:05, 2:33 Мелодія звучить під час їзди автобуса кручами Сезон 23 Епізод 11 — The D'oh-cial Network -18: 35 |
| Adventures of Sonic the Hedgehog     | 1993 | Звучить у заставці в декількох місцях. |
| Гноми і гірський король              | 1993 | Мультфільм, повністю заснований на музиці Едварда Гріга |
| Бівіс і Батхед                       | 1997 | Мелодія звучить під час непритомності директора МакВіккера |
| Незнайко на Місяці                   | 1997 | На острові Дурнів редактор Гризль виконує пісню з оригінальними словами на цю мелодію |
| Щурячі перегони                      | 2001 | Мелодія звучить, коли авіаційний радар затягує джип братів Коді |
| Три мушкетери: Міккі, Дональд і Гуфі | 2004 | На цю мелодію головний лиходій (Піт) співає пісню з оригінальними словами |
| Слухач (фільм)                       | 2004 | Лейтмотив фільму |
| Сенсація                             | 2006 | Звучить під час фінальних титрів |
| Lost Boys: The Tribe                 | 2008 | Вампіри насвистують мелодію |
| Mad Men                              | 2008 | Хлопчик награє мелодію на піаніно |
| Операція «Мертвий сніг»              | 2009 | Мелодія звучить під час початкових титрів |
| Соціальна мережа                     | 2010 | Мелодія в енергійній електронній обробці звучить під час напруженої гонки |
| Покидьки                             | 2010 | Мелодія звучить в 6 серії другого сезону |
| Інтерни                              | 2010 | Мелодія звучить у 15 серії першого сезону |
| Доктор Тирса                         | 2011 | Мелодію насвистує доктор Тирса |
| Агент Джонні Інгліш: Перезапуск      | 2011 | Мелодія звучить під час заключних титрів. Джонні готує під неї вечерю. |
| Ханна. Досконала зброя               | 2011 | |
| Духless                              | 2012 | Мелодія звучить коли головні герої знаходяться в споруджуваному клубі |
| Тролі                                | 2016 | Перша поява принца Хряща |

Мелодію в рекламі використовували такі компанії:
- Burger King
- Парк Alton Towers
- Nabisco
- Microsoft — перша реклама Windows Phone 7
- Газпром[8]

### У комп'ютерних іграх
- квест Toonstruck (сцена з клоуном)
- гра Will Rock (епізод з появою циклопа)
- Fallout 4, радіо Класика
- The Book of Unwritten Tales (в трактирі)
- The Witness (печера з грамофоном)
- космічні симулятори Frontier: Elite 2 і Frontier: First Encounters
- The End Is Nigh
- Forza Horizon 4